# Volo West Caribbean Airways 9955
Il volo West Caribbean Airways 9955 era un volo di linea tra Isla de Providencia e l'isola di San Andres, in Colombia che si schiantò il 25 marzo 2005, uccidendo 7 dei 12 passeggeri a bordo e i due piloti.

## L'aereo
Il velivolo era un Let L-410UVP-E, marche HK-4146, numero di serie 902426. Era spinto da 2 motori turboelica Walter M601E. Venne costruito nel 1990 e, al momento dell'incidente, aveva circa quindici anni.

## L'incidente
L'aereo, un Let L-410 Turbolet, era appena decollato dall'aeroporto El Embrujo alle 9:50 quando il motore sinistro si spense all'improvviso. L'equipaggio proseguì con il decollo, ma la velocità dell'aereo diminuì rapidamente. L'aereo quindi virò pericolosamente troppo a destra e si fermò dopo essersi schiantato in una foresta di mangrovie, situata a soli 113 metri (371 piedi) dalla pista dell'aeroporto.
Entrambi i piloti e 7 dei 12 passeggeri rimasero uccisi nello schianto. Un passeggero sopravvisse inizialmente all'incidente, ma dovette soccombere alle ferite riportate dopo essere stato salvato. I 5 sopravvissuti furono così portati negli ospedali di San Andrés e Bogotà.

## Conseguenze
Questo incidente peggiorò ulteriormente la situazione già critica che stava affrontando la società proprietaria dell'aereo, la West Caribbean Airways. Solo 5 mesi dopo la compagnia aerea subì un altro incidente, ancor più mortale di questo, quando il 16 agosto 2005 il volo 708, un McDonnell Douglas MD-82, si schiantò in Venezuela uccidendo tutte le 160 persone a bordo. La compagnia aerea cessò le operazioni nell'ottobre dello stesso anno.